# Oratoire Santa Maria Immacolata della Concezione
L'oratoire Santa Maria Immacolata della Concezione (en français : oratoire-Sainte-Marie-Immaculée-de-la-Conception) est une église romaine située dans le rione de l'Esquilino dans la via San Vito.

## Historique
Cette petite église, dont la construction a été financée par la famille Vipereschi, date de la deuxième moitié du XVIIe siècle. À l'origine, le monastère rattaché à l'église avait pour mission d'éduquer les jeunes enfants pauvres et adopta peu à peu la règle de l'ordre du Carmel.
Il fut restauré sur décision du pape Pie VII au début du XIXe siècle.